# Primorska
Primórska (tudi Slovensko primorje in primorska Slovenija) () je zahodni del slovenskega naselitvenega prostora. Primorska je tisti predel  med Furlansko nižino, Jadransko obalo ter Kranjsko, kjer so razširjena narečja, ki spadajo v primorsko narečno skupino.
Ime Primorska se v tem članku uporablja za štiri različne prostore (ki samo delno sovpadajo), odvisno od obravnavane vsebine, in sicer za geografski pojem (področje ob morju), za politično-administrativni pojem (današnja uradna opredelitev), za zgodovinsko področje (kot so odločale različne sile, ki so bile na oblasti), pa tudi za kulturno-jezikovno območje (tradicionalna predstava ozemlja, kjer se prebivalci imajo za Primorce).
Poimenovanje deloma izhaja iz imena historične kronske dežele v času Habsburške monarhije, ki se je v letih 1813 in 1918 imenovala Avstrijsko primorje (nemško Österreichisches Küstenland). Ime Primorska se je uveljavilo med priključitvijo primorja Italiji. Primorsko je v zgodovini posebej izoblikovalo svobodno tržaško pristanišče in ostalo gospodarstvo, prometne povezave ter kultura, ki je rasla z njim. Primorska, ki sicer danes ne predstavlja enotne gospodarske ali upravne regije, ga je pa nekoč, obsega Tržaško pokrajino, Goriško regijo, Slovensko Istro, Kras in vzhodni del Furlanije-Julijske krajine. Danes se Primorska pogosto povezuje s slovenskim etničnim ozemljem, ki se je po prvi svetovni vojni znašlo zahodno od rapalske meje v Kraljevini Italiji, s čimer je bila dobra četrtina Slovencev ločena od preostalega naroda, in je nanj močno vplival italijanski fašizem.
Goriška regija je dobila svoje poimenovanje po mestu Gorica, ki je danes v Italiji ter po deželi Goriški in Gradiški, ki je tu obstajala do leta 1918. Obalno-kraška regija obsega Kras in severni del istrskega polotoka, kjer s pristaniščem Koper tvori pomorsko povezavo Slovenije s svetom.

## Zgodovina

### Prihod Slovanov na ozemlje Primorske
Prihod Slovanov na današnje ozemlje Primorske omenja že Pavel Diakon v svojem delu Zgodovina Langobardov (»Historia Langobardorum«): v njej je opisana zgodovina Langobardov od začetkov leta 560 do konca leta 740; knjiga vsebuje tudi važne podatke o prvotnem prihodu slovanskih plemen v Beneško Slovenijo, oziroma na najbolj zahodni predel slovenskega naselitvenega prostora. Med drugim, v tej knjigi Pavel Diakon omenja tudi bitko med Langobardi in slovanskimi bojevniki leta 670 ob reki Nadiži:
Deinde ordinatus est aput Foroiuli dux Wechtari, qui fuit oriundus de Vincentina civitate, vir benignus et populum suaviter regens. Hunc cum audisset Sclavorum gens Ticinum profectum esse, congregata valida multitudine, voluerunt super Foroiulanum castrum inruere; et venientes castrametati sunt in loco qui Broxas dicitur, non longe a Foroiuli.— Tako se začenja poglavje, v katerem zgodovinar Pavel Diakon opisuje dogodek, ki se je zgodil leta 670, ko je slovansko ljudstvo (“Sclavorum gens”) zvedelo za začasno odsotnost čedadskega vojvode Wechtari-ja (“dux Wechtari”), se zbralo v velikem številu, hotelo napasti Čedadsko trdnjavo (“super Foroiulanum castrum inruere”), in se utaborilo v kraju imenovanem Broxas, nedaleč od Čedada (“non longe a Foroiuli”)…
Med najstarejšimi viri, ki omenjajo prisotnost Slovanov na današnjem ozemlju Primorske je listina rižanskega zbora (italijansko Il Placito del Risano). To je naziv zapisnika rižanskega zbora, ki se je odvijal najverjetneje leta 804, v kraju Rižana blizu Kopra. Rižanski zbor je sklical gradeški patriarh Fortunat. Udeležili so se ga predstavniki istrskih mest in kaštelov, predsedovali pa so mu trije cesarjevi odposlanci. V njej je, med drugim, zapisana obveza vojvode Janeza, ki je predstavljal tedanjo frankovsko oblast nad deželo, da bo Slovane, ki so se nastanili v okolico mest, pregnal v tiste kraje, v katerih mestom ne bodo povzročali škode na poljih in v gozdovih.
| "Tunc Joannes dux dixit…de sclavis autem unde dicitis accedamus super ipsas terras ubi resideant, et videamus, ubi sine vestra damnietate valeant residere, resideant: ubi vero vobis aliquam damnietatem faciunt sive de agris, sive de silvie, vel roncora, aut ubicumque, nos eos ejiciamus foras. Si vobis placet, ut eos mittamus in talia deserta loca, ubi sine vestro damno valeant commanere, faciant utilitatem in publico, sicut et caeteros populos."— Listina rižanskega zbora | Vojvoda Ivan je tedaj tako povedal… slovani, o katerih mi pravite, najprej preverimo, na čigavi zemlji prebivajo, in če ne povzročajo škode, naj kar ostanejo ali odidejo kamorkoli hočejo; če pa vam povzročajo škodo na poljih, v gozdovih, na zemljiščih ali kjerkoli drugje jih spodimo, ali če vam je bolj po godu jih pošljemo na neobdelana zeljišča, kjer vam ne bodo povzročali škode in kjer bodo koristili družbi kot vsi drugi. |

Od leta 1524 do 1527 je Primož Trubar prebival v Trstu, kjer je postal osebni strežnik škofa Pietra Bonoma in spoznal kalvinistične in cvinglijanske ideje ter spise Erazma Rotterdamskega.
Italijanski menih Alasia da Sommaripa je, med svojim prebivanjem na Devinskem gradu med letoma 1601 in 1612, sestavil in leta 1607 objavil prvi  italijansko-slovenski slovar »Vocabolario Italiano e Schiavo«, v katerem je navedel tudi primere praktične konverzacije v slovenskem jeziku, ki nam omogoča spoznati, kako je v tistih časih zvenel slovenski pogovorni jezik:  
| • P. Signore venite à cena, ch'è hora. — Goſpud poite vechieriat, ker ie vra. • V. Andiamoci prima à ſcaldar vn puco. — Poimo poprei ano malo ſe ſegret. • P. Venite, che v'è buon fuoco. — Puite, da ie dober oggn. | • V. Hauete più triſto vino, di quello, c'habbiamo beuuto à Duino. — Imate cuiſſa vina, coi tiſte, ker ſmo pile y Duino. • P. N'habbiamo bene ancora noi di cosi buno, ma è più caro. — Imamo tudi mi tolicai dobriga, ma ie vech drago. |

### Avstrijsko primorje
Avstrijsko primorje do konca prve svetovne vojne]]Avstrijsko primorje je bila posebna kronska dežela, ki je bila ustanovljena leta 1848 po ukinitvi Ilirskega kraljestva. Vključevala je mejno grofijo Istro, pokneženo grofijo Goriško in Gradiško ter svobodno mesto Trst, kjer je bil tudi sedež.

### Prva svetovna vojna
V prvi svetovni vojni je na tem območju potekala Soška fronta, ki se je odprla leta 1915, ko je Italija z Londonskim paktom stopila na stran antante in napovedala vojno Avstro-Ogrski. Na tej bojni črti je potekalo dvanajst ofenziv, v zadnji so združene avstro-ogrske in nemške čete prebile fronto in pognale italijansko vojsko v neorganiziran umik. Ta bitka, ki se je začela 24. oktobra 1917, je znana kot Čudež pri Kobaridu.
Kljub uspehom centralnih sil pa sta se ob hkratnem bližajočem se koncu vojne in kapitulaciji držav centralnih sil morali avstro-ogrska in nemška vojska umakniti. Italija je začela z uresničevanjem določb iz Londonskega pakta ter začela zasedati obljubljena ozemlja, med njimi tudi s Slovenci poseljene dele Primorske. Soška fronta je uničila velik del Primorske, zaradi bližine fronte pa se je bilo prisiljeno izseliti veliko lokalnega prebivalstva.

### Fašistična italijanizacija slovenske manjšine v Italiji in Primorcev
Primorska je bila po vojni prepuščena na milost in nemilost zmagovitih antantnih držav. Po premirju med Avstro-Ogrsko in antantno vojsko je italijanska vojska zasedla ozemlje do črte, določene z Londonskim paktom, ponekod pa jo je celo prekoračila. To je bila črta Trbiž-Predel-Mangart-Podbrdo-Idrija-Snežnik-Kvarner. Njihove enote so se celo približale Ljubljani, kjer pa jih je ustavila enota srbskih vojakov, ki jih je tja poslala Narodna vlada v Ljubljani.
| Prisotnost Slovencev na zahodu rapalske meje | Prisotnost Slovencev na zahodu rapalske meje | Prisotnost Slovencev na zahodu rapalske meje | Prisotnost Slovencev na zahodu rapalske meje | Prisotnost Slovencev na zahodu rapalske meje |
| --- | -------------------------------------------- | -------------------------------------------- | -------------------------------------------- | -------------------------------------------- |
| |                                              |                                              |                                              |                                              |
| Po prvi svetovni vojni je bilo, na podlagi rapalske pogodbe (1920), dodeljeno Kraljevini Italiji vse etnično mešano območje (Kanalska dolina, Beneška Slovenija, Spodnje Posočje z Gorico, Tržaška in severna Istra), kjer je poleg Italijanov prebivalo približno 155.000 Slovencev, in poleg tega še pretežno s Slovenci naseljen ostali del Primorske (Bovec, Kobarid, Tolmin, Srednje Posočje z Idrijo, slovenski Kras s Postojno in Ilirsko Bistrico vred), kjer je prebivalo približno 185.000 prebivalcev. |                                              |                                              |                                              |                                              |

Na pariški mirovni konferenci je bilo po dolgotrajnih pogajanjih med Italijo in Kraljevino SHS določeno, naj se državi sami sporazumeta o poteku meje.
Tako je bila 12. novembra 1920 podpisana Rapalska pogodba, ki je določila mejo med obema državama: Italija je z njenim podpisom priznala Kraljevino SHS, v zameno pa je Italija pridobila velik del slovenskega naselitvenega prostora, na katerem je prebivalo več kot 320.000 Slovencev, in del hrvaškega naselitvenega prostora, na katerem je prebivalo približno 170.000 Hrvatov.
Ozemlje, pridobljeno na podlagi Rapalske pogodbe, je italijanska uprava delno (Kanalska dolina) priključila Videmski pokrajini, z ostalim ozemljem (Avstrijsko primorje, Idrijsko okrožje in Postojnsko glavarstvo) pa ustanovli štiri nove pokrajine: Goriško, Tržaško, Puljsko in Reško (potem, ko je leta 1924 Kraljevina Italija pridobila Reko na podlagi Rimskega sporazuma). 
Goriška je bila med prvo svetovno vojno zaradi soške fronte gospodarsko uničena, nova meja pa je pretrgala tradicionalne gospodarske in prometne povezave z zaledjem, kar je hudo prizadelo regijo. Večina gospodarskih panog je prišla v last Italijanov, Slovenci pa so bili odvisni predvsem od kmetijstva, ki pa je bilo revno in razdrobljeno.
Že v začetku italijanske oblasti se je pokazalo, da italijanska država ne kaže nobenega zanimanja za pravice Slovencev in Hrvatov, saj je začela s takojšnjim spreminjanjem slovanskega značaja pokrajine. Italijanska država je v duhu italijanizacije pokrajine s pomočjo bank načrtno odkupovala prezadolžena slovenska in hrvaška posestva in tja naseljevala kolone (najemnike zemlje) iz drugih delov Italije. Veliko Slovencev in Hrvatov se je bilo zaradi nezmožnosti odplačevanja dolgov in splošne gospodarske krize prisiljenih odseliti, mnogi pa so se odselili spričo raznarodovalne italijanske politike, ki je še večji zagon dobila po vzponu fašizma leta 1922.

13. julija 1920 so italijanski fašisti požgali slovenski Narodni dom v Trstu, in še nekaj drugih kulturnih domov, izvajali pa so še druge ekscese. Tako so na primer v tako imenovanih kazenskih ekspedicijah po primorskih mestih in vaseh uničevali šole, delavske in kulturne domove, župnišča itd. Pri tem početju so imeli odkrito podporo italijanskih oblasti.Fašisti so samo v času od leta 1919 do 1920 napadli, razbili ali požgali okrog 130 slovanskih kulturnih in gospodarskih sedežev ali stavb.
Veliko Slovencev  se je bilo prisiljeno v konfinacijo na jug Italije ali pa zbežalo v Jugoslavijo (nad 100.000), mnogi pa tudi v prekooceanske dežele. Slovenska narodna skupnost je do srede tridesetih let izgubila večino že sicer šibke gospodarske podlage, zbrane v zadrugah, posojilnicah in hranilnicah. Kot osrednja organizacija primorskih Slovencev je delovalo društvo Edinost. To je vsaj na začetku povezovalo vse politične smeri in si prizadevalo v danih razmerah ohraniti jezikovne in šolske pravice ter kulturne in gospodarske ustanove.
Fašistično zatiranje slovensko govorečih prebivalcev Primorske se je še bolj okrepilo po letu 1922, oziroma s fašističnim prevzemom oblasti v Italiji, ki se je zgodil 28. oktobra 1922. Fašizem ni priznaval manjšin in je med drugim poudarjal manjvrednost Slovanov. Raznarodovanje na Primorskem je postalo sistematično. Slovenščino so ukinili na sodiščih, uradih, javnih napisih in nagrobnikih na pokopališčih, sčasoma pa so jo prepovedali tudi pri cerkvenem bogoslužju. Razpuščena so bila tudi slovenska društva in knjižnice. Oktobra 1923 je bila sprejeta Gentilejeva šolska reforma, s katero so ukinili okoli 400 slovenskih in hrvaških šol. Kljub prepovedi in pritiskom pa se je slovenščina v Cerkvi obdržala še naprej.

### Antifašizem na Primorskem
Do leta 1927 so vse šole postale italijanske, za poitalijančevanje in fašizacijo slovenske mladine pa so vzpostavili posebne organizacije.
Skupine italijanskih nacionalistov in fašistov so nenehno razgrajale po Trstu ter drugih primorskih in istrskih mestih, da bi ustrahovale Slovence in Hrvate. Plačani fašistični zločinci so jih nekaznovano pobijali ter uničevali njihovo imetje— Alojz Zidar, Slovenski narod pomni in obtožuje, Založba Lipa 1999
Fašizem je pri Slovencih izzval splošen odpor, od spontanega kot tudi do oboroženega. Prvi spopadi Primorcev z okupacijsko vojsko so se začeli že leta 1919 (Ostožno brdo, Osp) pravi krvavi spopadi pa že leta 1921 (Marezige, Osp), ko so na obeh straneh padle prve žrtve. Prvi organizatorji odpora so bili komunisti, učitelji in duhovniki, prva udarna sila pa organizacija Mladina iz katere je nastala legendarna Borba.  Ilegalni odpor v Julijski Krajini se je kasneje vključila organizacija Orjuna iz Jugoslavije, ki je zaradi izgubljenih ozemelj gojila sovraštvo do Italije in fašizma ter je izvajala teroristične, zastraševalne in druge akcije.
Duhovniki so bili od leta 1920 združeni v Zbor svečenikov sv. Pavla, ki je dejansko bdel nad vsem življenjem Primorcev.

Leta 1924 je poleg Mladine, Borbe in Orjune nastala še organizacija za Slovence in Hrvate v Julijski Krajini, in se je imenovala TIGR. Nastala je iz želje po radikalnejšem odporu proti italijanski fašistični politiki. Njen glavni namen je bil z nasilnimi akcijami zbuditi pozornost svetovne javnosti, ustrahovati organizatorje raznorodovalne politike, Slovence pa spodbuditi k uporu in jih navdati z upanjem v možnost združitve z matično domovino. Glavne akcije so bile požigi fašističnih šol in ustanov, pa tudi napadi na oddelke fašistične milice in posamezne fašiste.
 Proti osumljencem je država organizirala sojenja posebnega sodišča za zaščito države. Prvo večje sojenje je bilo v Pulju leta 1929, naslednje pa je bilo februarja 1930 v Trstu, ko so zaradi eksplozije v uredništvu fašističnega časnika Il popolo di Trieste razkrinkali organizacijo in obsodili njene voditelje. Štirje, to so bili člani organizacije Borba Ferdo Bidovec, Fran Marušič, Zvonimir Miloš ter Alojz Valenčič so bili obsojeni na smrt in ustreljeni v Bazovici. Številni drugi pa so bili obsojeni na takšne in drugačne kazni. Uporniška dejavnost slovenskih rodoljubov je tako za nekaj časa zamrla, ponovni zagon pa je dobila v letih pred drugo svetovno vojno: izvedene so bile razne sabotaže, kot na primer požigi skladišč in razstrelitev želežniške proge pri Trbižu. Tajna policija pa je organizacijo leta 1940 odkrila in obtožene so obsodili na drugem tržaškem procesu decembra 1941, med njimi pet na smrtno kazen. To so bili komunisti in tigrovci Pinko Tomažič, Viktor Bobek, Ivan Vadnal, Simon Kos in Ivan Ivančič.
Po italijanskem napadu na Jugoslavijo so Fašistične oblasti še bolj poostrile zatiralne ukrepe proti Slovencem na Primorskem, a kljub temu jim ni uspelo preprečiti, da bi se Primorci množično vključevali v nastajajoče odporniško gibanje, ki so ga dojemali predvsem kot nadaljevanje odpora proti fašizmu.
«Bisogna sterminare tutti i maschi di questa stirpe maledetta!»
(Pokončati je treba vse moške tega prekletega plemena!)— Benito Mussolini, Gorica 31. julija 1942

### Primorska v drugi svetovni vojni in po njej
Na Primorskem so se prve skupine borcev proti fašizmu oblikovale vse od italijanske okupacije. Pinko Tomažič je že leta 1940 na Miljskih hribih pripravljal prvo oboroženo gverilsko skupino, vendar so ga odkrili. Prvi odbor OF je bil ustanovljen v Trstu avgusta leta 1941, prve napade pa so izvedli Maslovi borci leta 1941.
Kapitulacija Italije, razglašena 8. septembra 1943, je na vsem ozemlju Jugoslavije ustvarilo pričakovanje zavezniškega izkrcanja na Jadranu. Prepričanje, da se bliža konec vojne, je mnoge zvabilo k vstaji in k sodelovanju s partizani. Tudi Primorci so se množično vključevali v narodnoosvobodilni boj pod vodstvom Osvobodilne fronte in se borili proti fašizmu ter za priključitev matični domovini.
Po padcu fašistične Italije so Primorsko zasedli nemški okupatorji in jo vključili v Operacijsko Cono Jadranskega Primorja (nemško Operazionszone Adriatisches Küstenland).
16. septembra 1943 je Vrhovni plenum OF, proglasil  priključitev Slovenskega Primorja svobodni in združeni Sloveniji v svobodni in demokratični Jugoslaviji. Ta sklep je 3. oktobra v Kočevju potrdil Zbor odposlancev slovenskega naroda. Tako je v takratnih razmerah slovensko Primorje postalo del slovenskega državnega ozemlja. Spričo tega tudi domobransko gibanje na Primorskem, imenovano Slovenski narodni varnostni zbor, ni imelo večjega uspeha.
... Kranjci nas (Primorce) v bistvu ne marajo, ker jih opozarjamo na njihovo veliko krivdo: na udinjanje mnogih med njimi tujcu in pripravljenost povezovati se z njimi proti lastnim bratom. Tega greha Primorci, razen redkih izjem, v glavnem nismo storili, zato so nam tuje vse diskusije v zvezi z narodno spravo, ki razdvajajo Slovence v osrednji Sloveniji, in ostajamo  ponosni na partizanske spomenike, ki v mogočnem loku obdajajo Trst in Gorico.— Jože Pirjevec, Primorski dnevnik 10. aprila 2014
3. avgusta 1944, je bila ustanovljena Komanda mesta Trst (KMT), krovna organizacija vseh antifašističnih projugoslovanskih organizaciji v Trstu z nalogo vodenja in usklajevanja mestne gverile.
Aprila 1945 je štela okoli 2.500 privržencev, pretežno tržaških delavcev, in je delovala kot sestavni del 9. korpus, oziroma JA, pri pripravi splošne vstaje, zaključnih bojev ter prevzema o blasti. 
28. aprila so privrženci KMT začeli izvajati organizirane odporniške akcije, v škodo nemških oboroženih sil in njihovih kolaborantov, v pričakovanju jugoslovanskih oboroženih sil.
Istrani!
Čas osvoboditve naše Slovenske Istre je vendar prišel.
 Vsi, kmetje, delavci, meščani in inteligenca, zgrabite za orožje in pridružite se naši vojski, da bomo skupno pregnali še zadnjega zločinca z naše trpinčene zemlje.
Dnevi okrutnega trpljenja, umorov, požigov in krvi so minili. Prišel je čas, da združimo vse naše sile ter zasedemo vso našo zemljo, obalo Slovenske Istre in naš Trst.
Smrtni sovražnik našega naroda, tisti sovražnik, ki je tukaj ubijal in ropal, zapiral v ječe naše najboljše sinove in hčere, in še v zadnjih dneh svojega obstoja jih moril, danes v strahu beži, ker ve, da ima pred našim ljudstvom krvav dolg.
Slovenska Istra, ki je bila dolgih in krvavih 25 let pod fašističnim jarmom, mora biti sedaj svobodna in jugoslovanska!
Istrani, delavci, kmetje in meščani! Zgrabimo vsi orožje. S seboj prinesite puške in municijo, ki jo imate doma, s tem orožjem bomo sovražnika pobili; če ne bo zadostovalo orožje, bomo šli nadenj z vilami in lopatami, da enkrat za vedno uničimo to fašistično golazen.
Naša vojska se bliža Trstu s hitrim korakom močna IV. Jugoslovanska Titova armada prodira preko Reke in Ilirske Bistrice na Trst. Tisoči tankov drvi naglo proti nam in morda gre samo še za ure, da se ta močna Titova armada združi z nami. Uničimo zadnje ostanke, ki so še na naši zemlji. Dokažimo, da smo dovolj močni, da skupno z našo vojsko sami dokončno osvobodimo našo Slovensko Istro, Trst in ostala naša mesta in jih pridružimo močni Titovi federativni Jugoslaviji.
Naša pot pelje v jugoslovanski Trst in danes ni sile, ki bi nas ustavila na tej poti.
K orožju, naš čas je nastopil!
Živela federativna demokratična Jugoslavija! Živel maršal Tito! Živela naša Jugoslovanska armada! Smrt fašizmu – Svobodo narodu!
29. april 1945
Osvobodilna fronta slovenskega naroda— Proglas vsespošne ljudske vstaje, ki ga je objavilo politično vodstvo OF
1. maja so 9. korpus, odredi IV. Jugoslovanske armade JA in delavski bataljoni, ki so delovali pod okvirom OF in Komand mest, osvobodili Trst in Gorico, kmalu nato pa še celotno Istro. Konec vojne so Primorci pričakali na strani zmagovitih držav zaveznikov in začel se je diplomatski boj za zahodno mejo. Vojna vihra je na območju Primorske terjala približno 7300 žrtev med pripadniki Osvobodilne fronte in njihovimi sodelavci ter smrt približno 5600 civilistov.
Jugoslovanska zasedba slovenskega in hrvaškega ozemlja, ki ga je Italija dobila po prvi svetovni vojni je sprožila ostro reakcijo Britancev in Američanov ter grožnjo vojaškega spopada. Jugoslavija je v končni fazi popustila in do 12. junija 1945 se je jugoslovanska armada morala umakniti za Morganovo linijo. Morganova linija je Julijsko krajino razdelila na cono A in cono B.  
10. februarja 1947 je bila podpisana Pariška mirovna pogodba. Z začetkom veljavnosti mirovne pogodbe 15. septembra 1947 je bila določena meja med Italijo in Jugoslavijo in ustanovljeno Svobodno tržaško ozemlje (STO), ki je bilo razdeljeno na Cono A STO in Cono B STO.    
Zaradi meje so bile med Italijo in Jugoslavijo stalne napetosti. 9. maja 1952 so zahodne sile z Londonskim sporazumom hotele prepustiti cono A STO Italiji, čemur se je Jugoslavija uprla. 8. oktobra 1953 pa sta Združeno kraljestvo in ZDA objavili namero, da bosta ukinili cono A STO in jo prepustili Italiji. V ta namen je Italija osredotočila svoje sile na mejah cone, vendar je v znak nasprotovanja enostranski odločitvi enako storila tudi Jugoslavija in prišlo je do tržaške krize. V Jugoslaviji so se začele množične manifestacije, okrepili pa so tudi vojaške enote z rezervisti, s čimer je Tito dal vedeti, da vprašanja brez sodelovanja Jugoslavije ne bodo rešili. Velike sile so tako ocenile resnost razmer in se raje odločile za reševanje konflikta po diplomatski poti. 
5. oktobra 1954 je bil podpisan Londonski memorandum, ki je dodelil cono A STO Italiji, cono B STO pa Jugoslaviji. Pri tem so državljani na obeh straneh meje imeli tudi pravice do izbire državljanstva in do izselitve bodisi v Italijo, bodisi v Jugoslavijo.   
Končna določitev meje med državama pa je bila sprejeta po dolgotrajnih pogajanjih 10. novembra 1975 z Osimskimi sporazumi.
Po osamosvojitvi Slovenije in Hrvaške leta 1991 sta Italija in Slovenija potrdili Slovenijo kot naslednico tistih jugoslovanskih pogodb, ki zadevajo Slovenijo in slovensko prebivalstvo.

## Večja mesta
V Italiji Trst, Gorica, Čedad, v Sloveniji pa Nova Gorica, Koper, Izola, Ajdovščina, Vipava, Tolmin, Sežana, Bovec, Idrija, Postojna, Pivka in Ilirska Bistrica.

## Gospodarstvo
Tradicionalne gospodarske panoge in območja, ki v veliki meri temeljijo na naravnih razmerah, so ribištvo, solinarstvo, pomorstvo, poljedelstvo, vinogradništvo in sadjarstvo v Vipavski dolini, Goriških Brdih ter Koprskih brdih, živinorejsko-poljedelsko območje s pašništvom v višjeležečih delih Koprskih brd in Brkinov, vinogradniško-živinorejsko območje višjega ležečega kraškega sveta ter območje z obmorsko gospodarsko usmeritvijo neposredno ob obali. Na severu na Kambreškem in v Banjšicah kmetijstvo kljub blagemu vplivu sredozemskega podnebja po soški dolini} nima večje vloge vloge, ima pa zato večjo vlogo gozd kot prevladujoča oblika rabe tal v pokrajini.
Kmetijstvo je bilo že od nekdaj zelo pomembno. Na tem območju so v nasprotju z drugimi pokrajinami Slovenije gojili oljke, vinsko trto, določene vrste južnega sadja in zgodnje zelenjave. Marsikje, zlasti na Krasu, so v ospredju manj donosne dejavnosti, veliko nekdaj skrbno obdelanih zemljišč pa je danes neobdelanih in opuščenih, zlasti na območjih odseljevanja prebivalstva in slabših naravnih možnosti. V porastu pa je danes predvsem pridelava sadja in vina.
Kmetovanje pa so spremljale številne dopolnilne dejavnosti, povezane predvsem z bližino večjih obalnih mest, predvsem Trsta. V Trstu, ki je bil ob popisu prebivalstva leta 1910 največje slovensko mesto je bilo tudi veliko  slovenskega kapitala oz. podjetij in več delavcev kot v vsej ostali Sloveniji. Zaradi majhnosti Tržaškega zaliva ribolov danes nima večjega gospodarskega pomena, večji pomen ima predvsem gojenje školjk in solinarstvo.
V krajih ki so po Londonskem memorandumu ostali v Sloveniji je bila industrija pred letom 1945 slabo razvita, zgoščena je bila le v nekaj krajih, ki so po drugi svetovni vojni ostali v Italiji. Manjšo vlogo je imela izolska industrija, kljub skromnim zalogam pa je bila razmeroma pomembna dejavnost premogovništvo. Na razvoj gospodarstva sta po drugi svetovni vojni vplivala predvsem dva dejavnika, in sicer nova državna meja ter pospešen razvoj industrije, ki je zmanjšal prevladujoč pomen kmetijstva. V času SFR Jugoslavije je na Primorskem zraslo ogromno podjetij in tovarn, ki so bila svetovno znana kot npr.: Luka Koper, Tomos, Meblo, Lipa, Mehanotehnika, Javor in druga, ki pa so v času osamosvajanja ali po osamosvojitvi v večini propadla.
Po osamosvojitvi Slovenije postaja vse pomembejši dejavnik tudi državna meja s Hrvaško. Z razvojem industrije so zrasla nova gospodarska središča, kar je povzročilo spremembe v zaposlitveni strukturi prebivalstva. Sprva je prevladovalo zaposlovanje v tovarnah, kasneje pa se je okrepilo zaposlovanje v storitvenih dejavnostih. Glavne industrijske panoge  so postale lesnopredelovalna, kovinska, kemična, živilska industrija ter industriji prometnih sredstev in gradbenega materiala. Na Kambreškem in v Banjšicah sta nosilni gospodarski dejavnosti, pomembni za vso državo, industrija cementa in gradbenih izdelkov ter proizvodnja električne energije iz soških hidroelektrarn, v manjšem obsegu pa je prisotnih tudi nekaj drugih dejavnosti. Najpomembnejša industrijska središča so Nova Gorica, Šempeter pri Gorici, Anhovo, Koper, Izola, Ajdovščina, Sežana in Ilirska Bistrica.Postojna,
Obmorskost in obmejnost krepita vlogo terciarnega sektorja. Vse bolj so v ospredju turizem, promet, trgovina in pristaniška dejavnost. Osrednji območji gospodarskega razvoja sta obalni del Koprskih brd ter Goriška ravan s spodnjo in srednjo Vipavsko dolino. Koprsko pristanišče pa se je po drugi svetovni vojni do danes razvilo v pomembno jadransko pristanišče, njegov pomen pa raste.
Ponekod obmejni položaj z Italijo izkoriščajo za razvoj specializiranih turistično-gostinskih storitev in igralništva. Zlasti ob morju pa je pomemben poletni turizem z raznovrstno paleto spremljajočih dejavnosti, kjer od turističnih mest prednjačita Piran in Portorož. Turistično pomembni so še nekateri kraji v notranjosti, zlasti Lipica s konji lipicanci in znamenite Škocjanske jame. Pomembno vlogo pa turizem igra tudi v dolini Soče.

### Prebivalstvo
Primorska je bila že od davnih časov narodnostno mešano področje naseljeno s Slovenci, Istrani in Hrvati, in  Italijani, Furlani in Nemci.
Pred razmejitvijo po drugi svetovni vojni je leta 1945 na delu Primorske, ki danes pripada Sloveniji, prebivalo približno 220.000 Slovencev in 20.000 Italijanov; na delu Primorske, ki danes pripada Italiji pa je leta 1945 prebivalo približno 300.000 Italijanov in 100.000 Slovencev (vključno s slovenci iz Beneške Slovenije)

### Znameniti Primorci
- Urška Ferligoj
- I. Gallus
- Nabergoj
- Gregorčič
- Sedej
- J. Kugy
- Max Fabiani
- Gradnik
- Nicoletta Coronini
- Rusjan
- Kosovel
- Elda Piščanec
- V. Bartol
- Igo Gruden
- Lojze Bratuž
- Kosmač
- Babič
- Lojzka Bratuž
- C. Zlobec
- Tinkara Kovač

### Kultura
V 19. stoletju sta bili Trst in Gorica, poleg Ljubljane in Celovca, med glavnimi zarišči slovenskega intelektualnega in političnega življenja. Gorica je bila med drugim sedež mogočne metropolje, v katero sta bili vključeni tudi tržaško-koprska in ljubljanska škofija. Med drugim je bilo v Gorici semenišče, okoli katerega se je razvijalo plodno intelektualno življenje, ki je prispevalo k formaciji literarnih ustvarjalcev, kot na primer Simona Gregorčiča. V Trstu, v katerem je na začetku 20. stoletja prebivalo več Slovencev kot v Ljubljani, pa se je ustvarila bogata slovenska gospodarska elita, ki jo je, po prvi svetovni vojni, strlo protislovensko delovanje italijanskega fašizma.

## Himna Primorcev (neuradna)
Vstala Primorska je slovenska rodoljubna pesem (slovenske ljudske pesmi) in (neuradna) himna Primorcev. Avtor besedila je Lev Svetek-Zorin, uglasbil pa jo je Rado Simoniti.
Osnova te pesmi je Venturinijeva Bazoviška, ki je med Slovenci v Italiji, kljub prepovedi slovenske besede in pesmi, postala zelo popularna že v času fašizma in NOB.